# 米德爾敦 (馬里蘭州)
米德爾敦（英語：Middletown）是一個位於美國馬里蘭州弗雷德里克縣的市鎮。

## 人口
根據2020年美國人口普查的數據，米德爾敦的面積為5.49平方千米，當中陸地面積為5.48平方千米，而水域面積為0.01平方千米。當地共有人口4943人，而人口密度為每平方千米900人。